# Xã College, Quận Linn, Iowa
Xã College (tiếng Anh: College Township) là một xã thuộc quận Linn, tiểu bang Iowa, Hoa Kỳ. Năm 2010, dân số của xã này là 785 người.